# Takad Sahel
Takad Sahel är en ort i Marocko.   Den ligger i regionen Souss-Massa, 500 km sydväst om huvudstaden Rabat.